# Cephenemyia
Genre
Cephenemyia est un genre d'insectes Diptères de la famille des Oestridae. Les larves de ces mouches sont endoparasites obligatoires spécifiques aux mammifères de la famille des Cervidae. En passant par leur museau, elles vivent dans leurs cavités nasales et pharyngiennes dont elle se nourrissent des chairs vivantes et où elles créent des myiases. Les imagos miment la morphologie des Bourdons. Ils présentent chacun une disposition particulière des poils jaunes et noirs, ce qui permet de les différencier entre eux. 

## Liste des espèces
Selon Systema Dipterorum et Morrondo et al., 2021 :
- Cephenemyia albina Taber & Fleenor, 2004 ; hôte : cerf de Virginie ; écozone néarctique[3]
- Cephenemyia apicata Bennett & Sabrosky, 1962 ; hôte : cerf mulet ; écozone néarctique.
- Cephenemyia auribarbis (Meigen, 1824) ; hôtes : cerf élaphe ; écozone paléarctique.
- Cephenemyia jellisoni Townsend, 1941 ; hôtes : cerf mulet, cerf de Virginie, élan, wapiti ; écozone néarctique.
- Cephenemyia phobifer (Clark, 1815) ; hôte : cerf de Virginie ; écozone néarctique.
- Cephenemyia pratti Hunter, 1916 ; hôtes : cerf mulet, cerf de Virginie ; écozone néarctique.
- Cephenemyia stimulator (Clark, 1815) ; hôte : chevreuil d'Europe ; écozone paléarctique.
- Cephenemyia trompe (Modéer, 1786) ; hôtes : cerf, élan, renne/caribou ; écozones néarctique et paléarctique.
- Cephenemyia ulrichii (Brauer, 1862) ; hôte : élan ; écozone paléarctique.

## Taxonomie
Le nom valide complet (avec auteur) de ce taxon est Cephenemyia Latreille, 1818.
Cephenemyia a pour synonymes :
- Cephenemya Robineau-Desvoidy, 1830
- Cephenomyia Agassiz, 1846

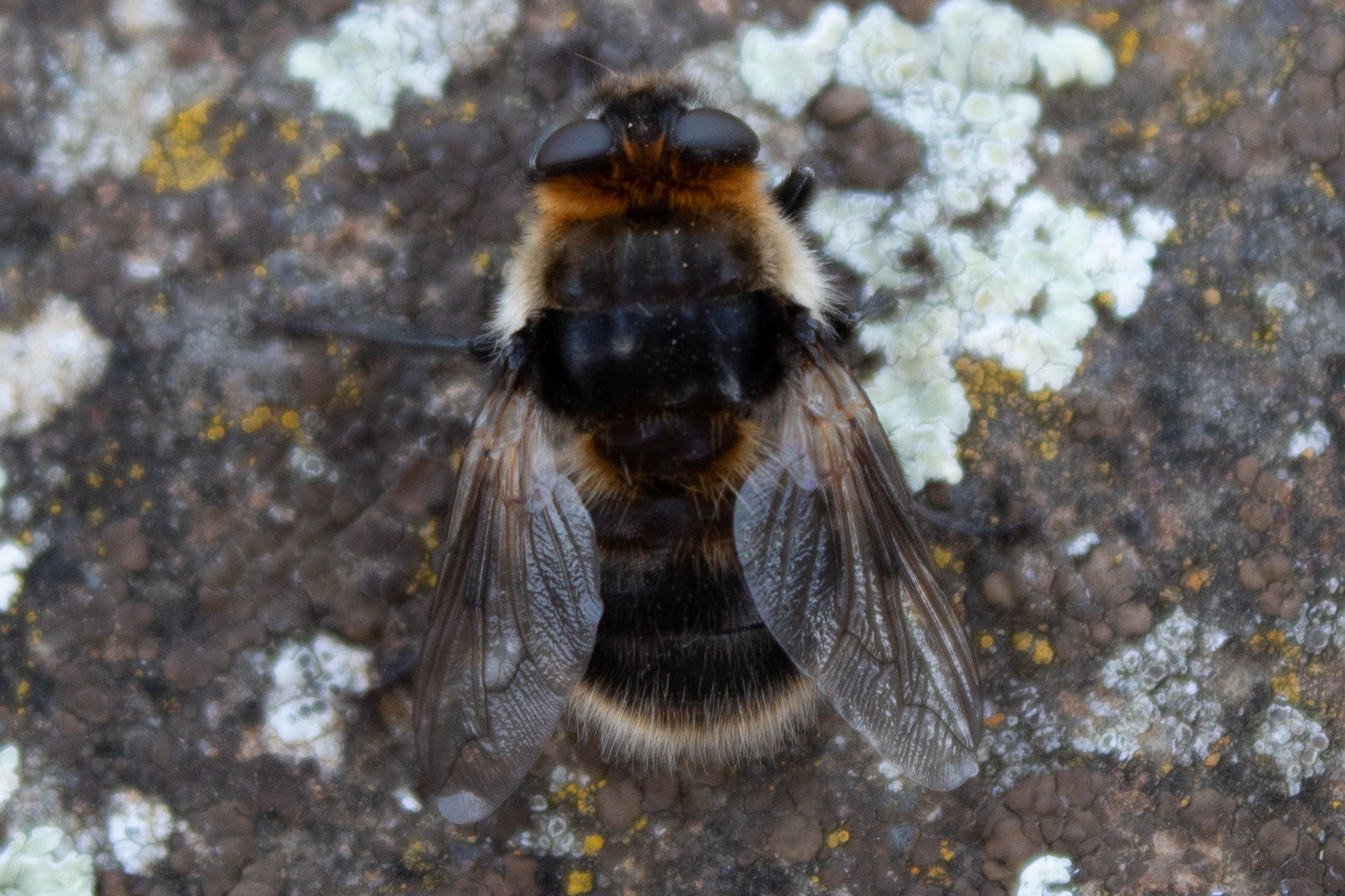
Cephenemyia auribarbis
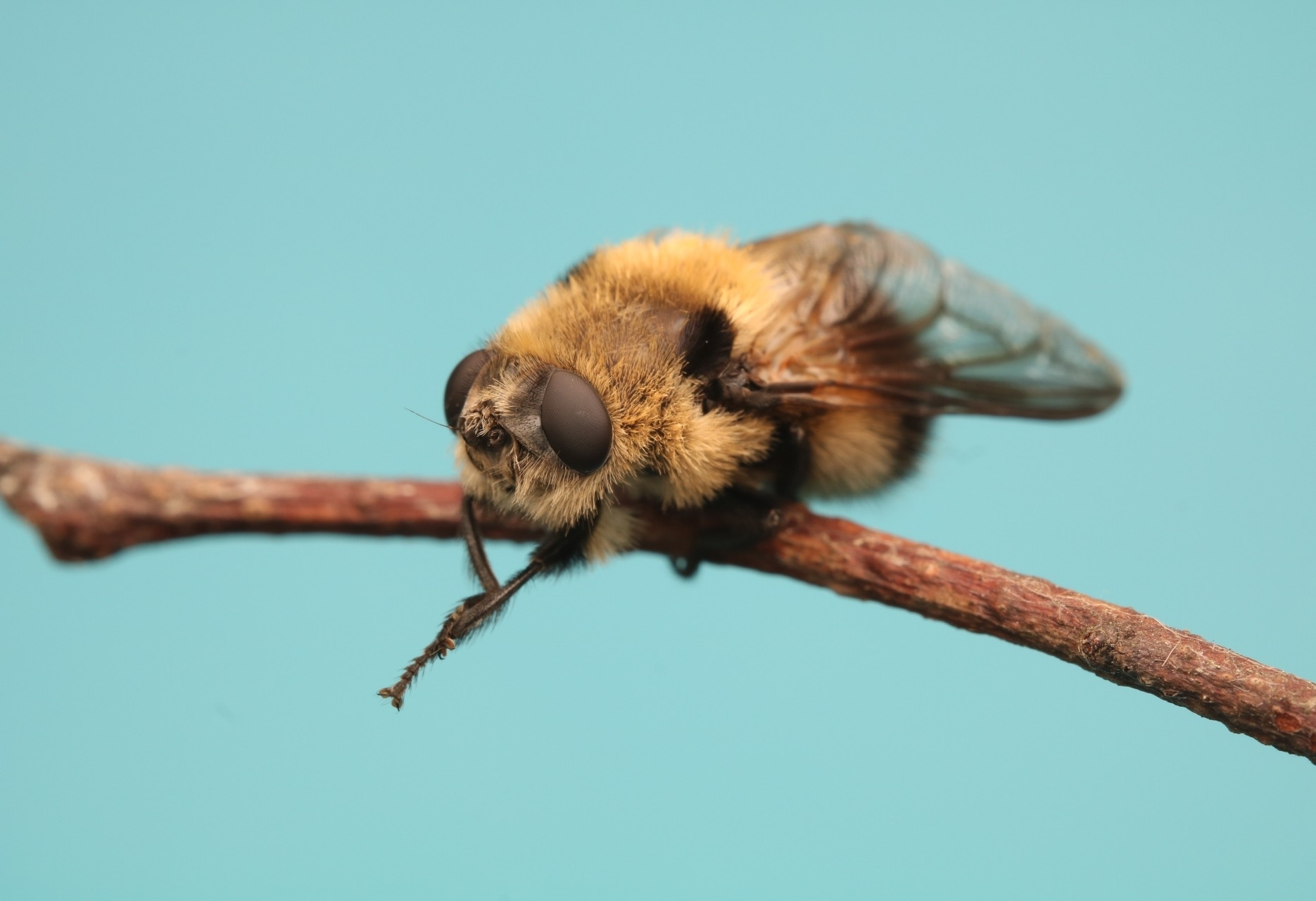
Cephenemyia phobifer
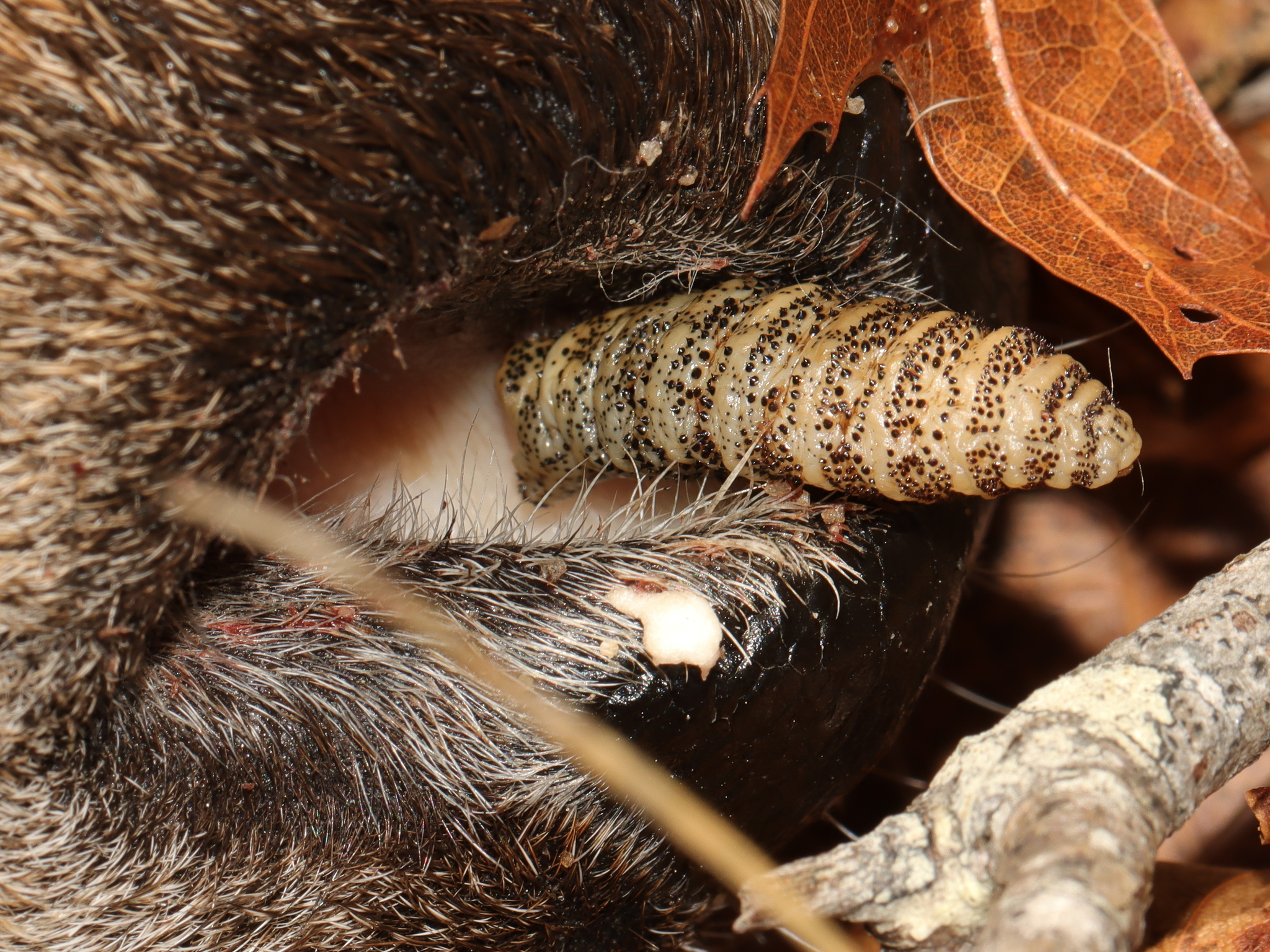
Larve de C. phobifer.
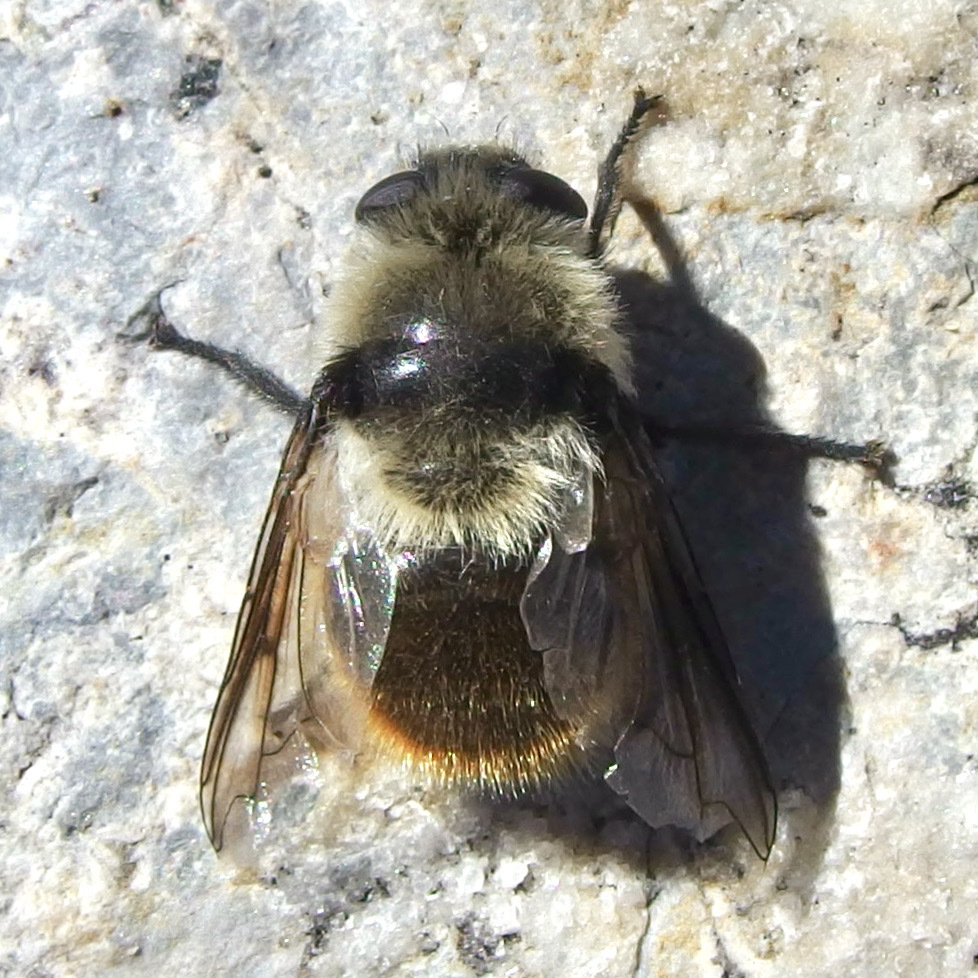
Cephenemyia pratti
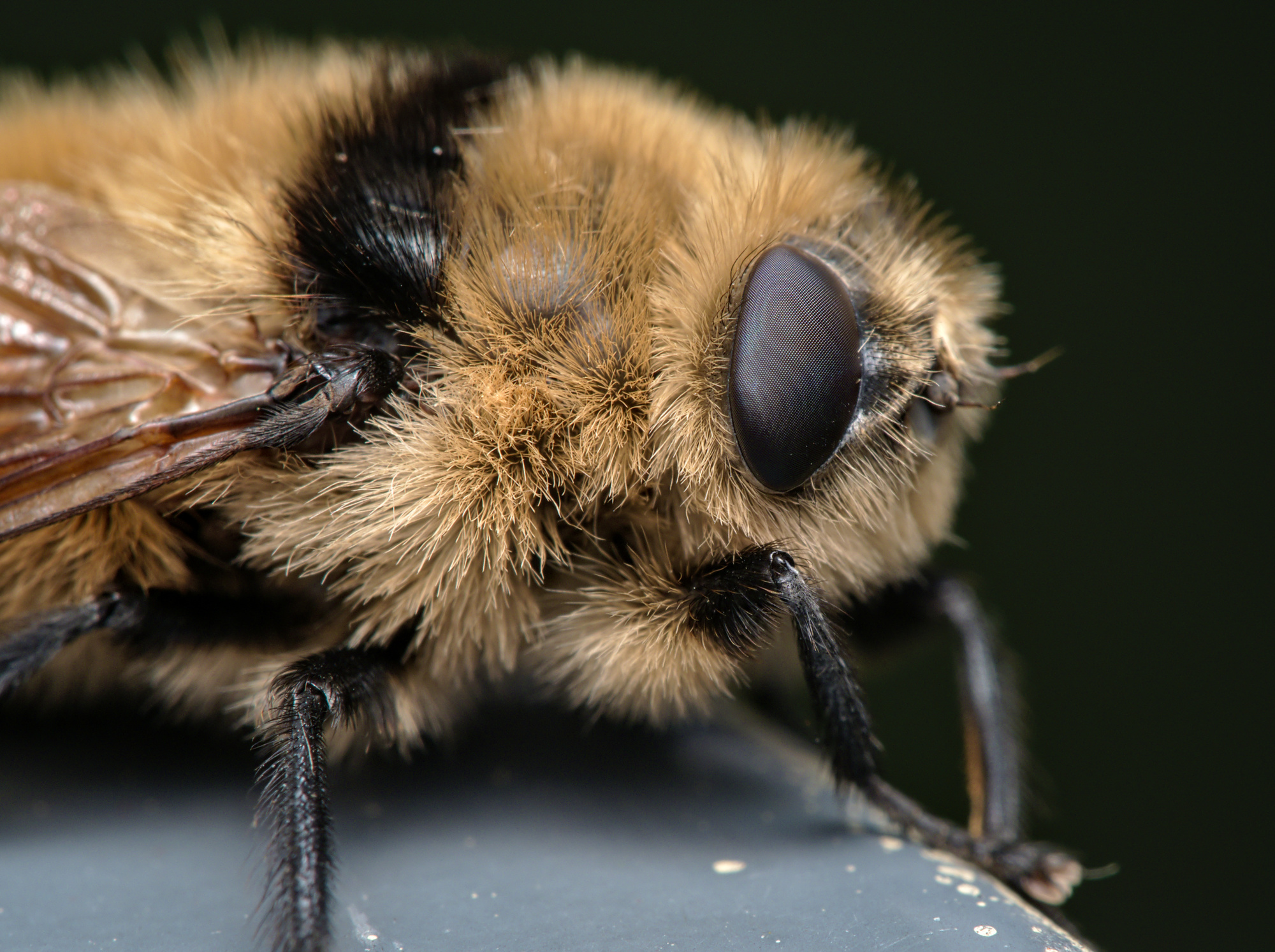
Cephenemyia stimulator
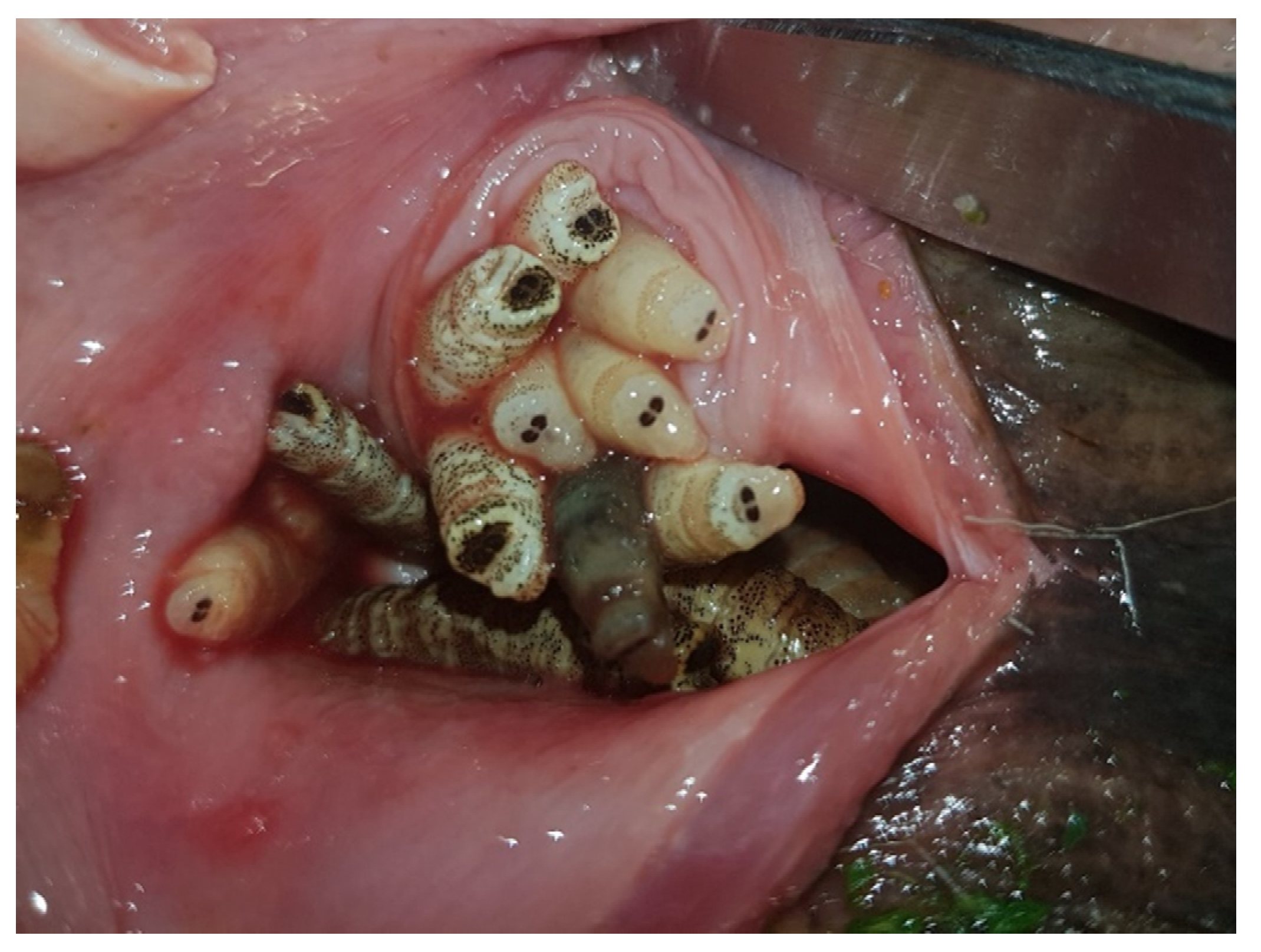
Larves de C. stimulator.
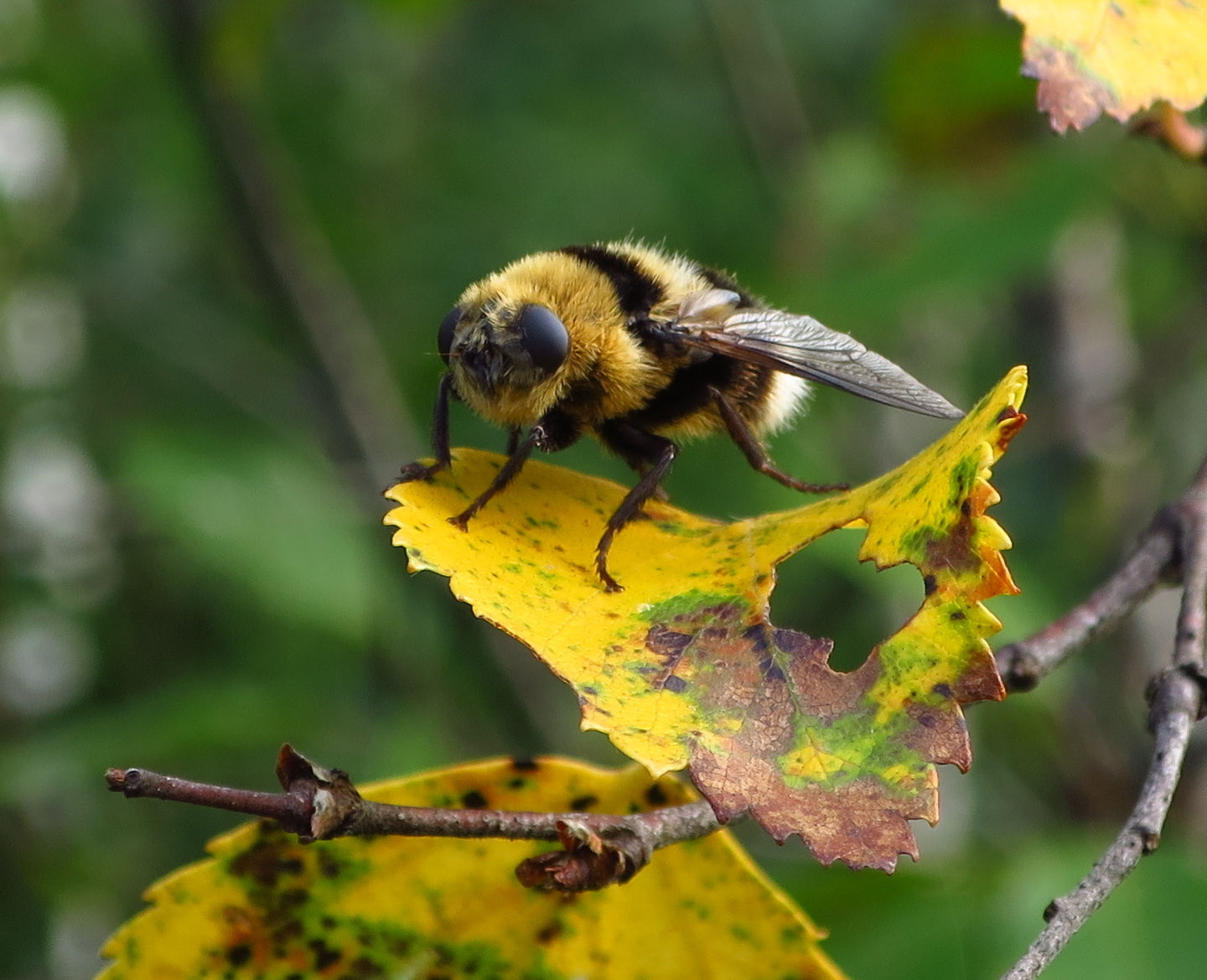
Cephenemyia ulrichii
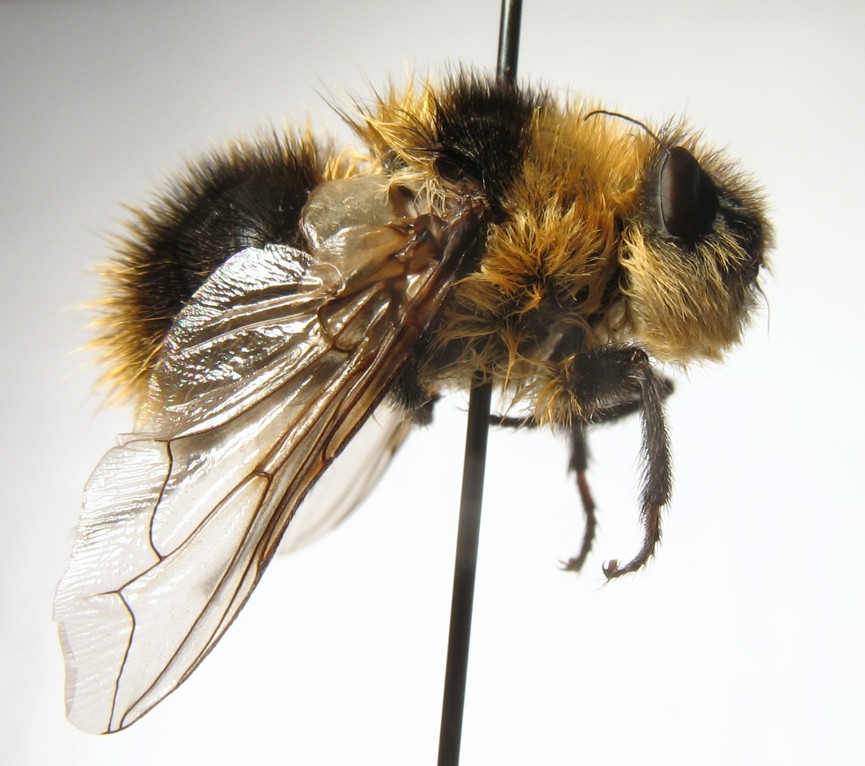
Cephenemyia trompe